# Commandeur hospitalier
Pour l’article homonyme, voir Commandeur.
Un commandeur hospitalier est un frère hospitalier généralement chevalier, membre de l'ordre de Saint-Jean de Jérusalem, qui à la charge d'une commanderie de cet ordre.

## Étymologie
À l'origine, le responsable d'un domaine appartenant à cet ordre hospitalier était appelé, en latin, soit magister (« maître ») soit preceptor. Le mot « précepteur », celui qui commande, qui guide mais aussi enseigne, est donc un sens secondaire du mot praeceptor, et le domaine était appelé preceptoria.
Fidèle à l'emploi de Lope de Vega la langue courante reteindra celui de « commandeur », celui qui dirige une « commanderie » (le mot preceptor est donc traduit par le doublon de « commandeur » et non par « préceptor »).

## Nomination des commandeurs hospitaliers
Le titre XIV des statuts de l'ordre indique : « Nous ordonnons que les commanderies et les biens de l'ordre soient administrés par des frères anciens, gens de mérite et de probité ».
Les commandeurs sont choisis par le supérieur de l'ordre, parfois, mais moins souvent par un supérieur régional, prieur ou grand-prieur. Les commandeurs sont généralement choisis parmi les chevaliers mais ce n'est pas une règle. Des commanderies étaient aussi réservées aux chapelains conventuels et même à des sergents d'armes. En Angleterre sur les trente-quatre commanderies recensées en 1338, treize étaient dirigées par un chevalier, quatre par un chapelain et dix-sept par un sergent. Nous avons aussi l'exemple d'Urraca Ruiz Cuesta qui, en 1323, fut comendadora des commanderies de Burgos et de Logroño.
À l'origine, les commandeurs exerçaient leur responsabilité pour de courtes durées, ils pouvaient occuper de nombreux postes comme Payo Rodrigez qui eut la responsabilité de sept commanderies dont celle de Portomarín qu'il eut à deux reprises. Vers la fin du XIIIe siècle, la durée s'est allongée voire des cumuls, la commanderie était une charge plus qu'une récompense.

## Fonctions
Le commandeur hospitalier ne possède pas la commanderie où il est nommé et la mobilité est la règle. Sur le plan local, il représente le maître, il avait une double responsabilité, comptable de la gestion local, il avait une autorité disciplinaire sur toutes les personnes qui vivaient à la commanderie, il leur assuraient la subsistance et le salut spirituel.
Il a la charge d'entretenir voire d'améliorer (améliorissements) les biens qui lui sont confiés. Chaque commanderie devant en effet verser à l'ordre un tribut, les responsions (environ 15 % des revenus de la commanderie), le commandeur doit donc s'efforcer d'obtenir le revenu le plus élevé possible. Comme le dit Alain Demurger en gros l'Ordre est organisé avec un front ou un avant dépensier, l'Ordre en Terre sainte ou le couvent en Orient, et un arrière nourricier, les commanderies de l'Occident